# Венизелизъм
Венизелизъм (на гръцки: Βενιζελισμός) е политическа идеология под формата на своеобразна еволюция на гръцкия национализъм от 20-те години до 60-те години на XX век.
Установимо и от името, тази недотам оригинална идеология се свързва с критския политик Венизелос и има за цел модернизация посредством либерализация на гръцкото общество и държава. Базира се на западната либерална демокрация.

В национален план венизелизмът се доближава и до Мегали идея със своята либерална обвивка, за разлика от неговия главен политически опонент възникнал по време на така наречения национален разкол и продължил да му опонира по неволя след първата национална малоазийска катастрофа - метаксизмът. Характеризира се с републиканизъм и секуларизъм.
Периодът започва с преврат в Гуди и завършва с вземането на властта в страната от гръцка военна хунта.